# Les Icares du Cinema
Les Icares du Cinema, ou Festival International du Film de Vol Libre (pt: Festival Internacional de Filme de Voo Livre) é o maior festival de cinema de esportes aéreos do mundo
O evento acontece paralelamente a Coupe Icare, e tem sede nos Alpes Franceses, na pequena cidade de Saint Hilaire du Touvet, próximo à cidade de Grenoble.

## História
Em 1983, dez anos após a criação da Coupe Icare, nasceu a primeira edição Festival de Cinema Internacional de voo livre e esportes aéreos.
O Festival reúne produções de cinema (filmes de curta, média e longa-metragem) em torno do tema do ar e montanhismo, e todos os esportes aéreos, como parapente, delta, pára-quedismo, balonismo, voo muscular, planador, elástico , base jumping, papagaio de papel, boomerang .... Os esportes de ar a motor são limitadas para paramotor, ultraleve, aviões e acrobacias. Filme sobre o voo de pássaros também são permitidos.
O Festival recebe anualmente entre 60 e 80 produções de todo o mundo.
Uma seleção de 25 a 30 filmes é então submetida ao Júri do Festival, composto por profissionais da imagem (os produtores de televisão, diretores ...) e os praticantes de voo livre.